# Roter Turm (Belvedere)

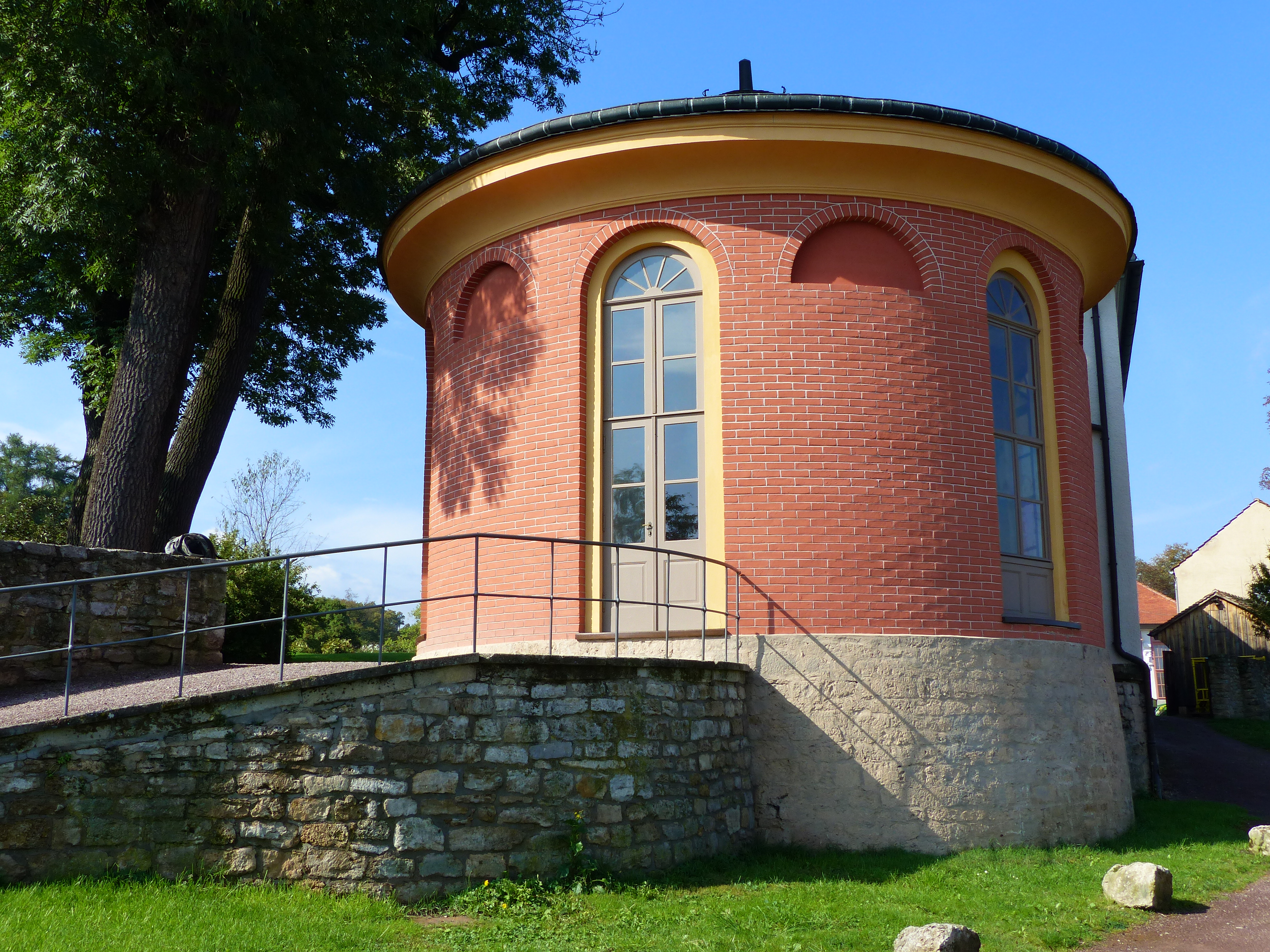
Roter Turm in Belvedere

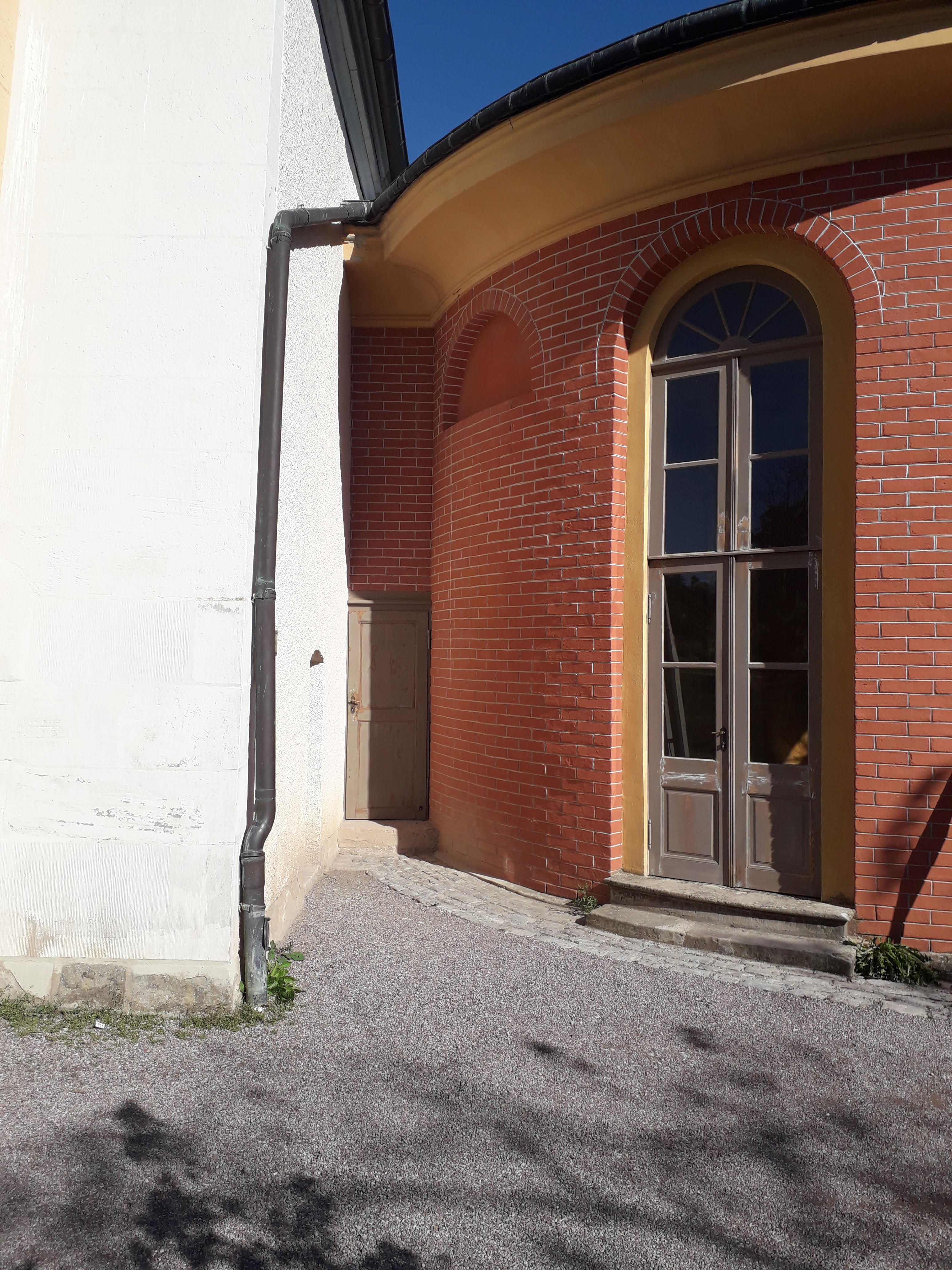
Übergrangstrakt vom Neuen Haus in den Roten Turm

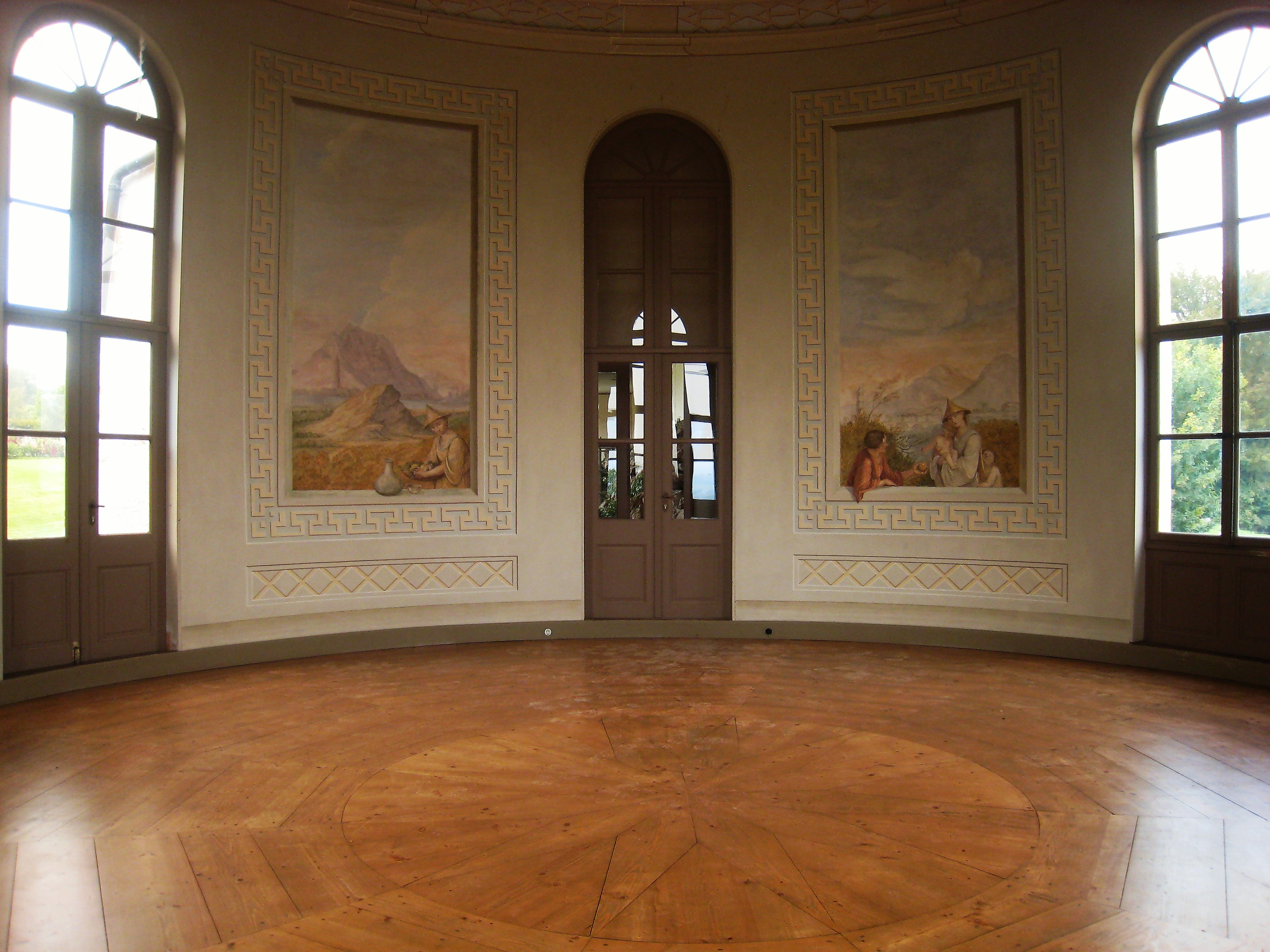
Innenraum, Oeser-Bilder (Kopien)

## Geschichte
Der Rote Turm in Belvedere bei Weimar befindet sich neben dem Ende des Teiles der Orangerie, der als Neues Haus bezeichnet wird. Dieser auf einer runden Basis errichtete Bau mit Kegeldach, der mit Parkett ausgelegt ist, erhielt durch die verwendeten Ziegelsteine und deren Anstrich seinen Namen. Die eigentliche Tragwand wurde aus Kostengründen als Fachwerkbau ausgeführt. Durch  einen kurzen  Trakt ist er mit dem Neuen Haus verbunden. Dieses Neue Haus hatte 1808 Carl Friedrich Christian Steiner entworfen. Dieses gilt auch für den etwas später entstandenen Roten Turm.
Der Pavillon stand ursprünglich im nicht mehr existenten englischen Garten nahe dem Wittumspalais. Auf dem Plan der Stadt Weimar von Johann Friedrich Lossius aus dem Jahre 1785 ist er zu sehen. Johann Wolfgang von Goethe hatte in den Jahren 1818 bis 1822 dessen Abbau am ursprünglichen Standort und seinen Neuaufbau in Belvedere geleitet. Ausgemalt mit sechs als Chinoiserie zu bezeichnenden Fresken, die die Illusion von chinesischen Landschaften und Personen vermitteln sollen, hatte es Adam Friedrich Oeser, der auch die Anregung dazu gab.
Zwischen dem ehemaligen Pavillon im englischen Garten am Wittumspalais und dem in Belvedere gibt es konzeptionell einen wesentlichen Unterschied. Während der turmartige Pavillon bereits von seiner äußeren Gestalt Bezüge zum Fernen Osten offenbarte, so offenbart sich bei jenem im Belvedere die illusionistische Welt des Fernen Ostens erst Jenem, der diesen Raum betritt.
Ursprünglich war der Turm Teil der Weimarer Stadtbefestigung, den die Herzogin Anna Amalia ab 1775 in einen Pavillon mit Chinoiserien verwandeln ließ. Es gibt eine Zeichnung des Pavillons von 1785, die vermutlich auch von Anna Amalia stammt. Der Innenraum des 1819–1822 in Belvedere neuaufgebauten Turmes wurde von Großherzog Carl August und interessierten Gästen als Platz für botanische Studien genutzt. Außerdem beherbergte er eine kleine botanische Hausbibliothek, zu der der Hortus Belvedereanus gehörte. Es fanden auch kleinere Veranstaltungen statt. Vor dem Abbau des chinesischen Pavillons ließ Carl August die Fresken Oesers bergen. Die heute sichtbaren Fresken sind jedoch bis zum Jahre 1821 entstandene Kopien der Oeserschen Fresken, die Johann Joseph Schmeller herstellte. Zuvor hatte der Ilmenauer Maler Johann Sebastian Carl Brandt (vermutl. 1790–1814) Kopien in Form von Aquarellen hergestellt, die Schmeller neben den Oeser'schen Originalteilen als Vorlagen dienten. Der Rote Turm in Belvedere wiederum wurde 1819 ebenfalls von Carl Friedrich Christian Steiner entworfen, der auch für das Neue Haus 1808 zuvor die Pläne lieferte.
Die eingezogene Decke ist als ein bewölkter Himmel bemalt.
Nach dem Tod des Großherzogs Carl Friedrich verlor der Rote Turm seine Bedeutung, sodass er zusehends verfiel. 1928 kam es zu Reparaturarbeiten im Zuge der Thüringer Gartenbauausstellung. Danach setzte abermals der Verfall ein. Mitte der 1980er Jahre setzten Sanierungs- und Restaurierungsarbeiten ein, die erst 1999 abgeschlossen wurden.